# 北淡室津ビーチ
北淡室津ビーチ（ほくだんむろづビーチ）は、兵庫県淡路市室津にある海水浴場である。

## 概要
全長200mの小さなビーチだが、サラサラとした細かな粒子の砂浜の先には　周辺でも有数の遠浅海岸が広がっている。
淡路島の西側に位置するため夕日も美しく、カップルのデートスポットとして人気。
神戸淡路鳴門自動車道北淡ICからさほど遠くなく、神戸・大阪からも気軽に訪れられることも魅力。

## アクセス
- 神戸淡路鳴門自動車道 北淡ICから車で3分
- 室津西バス停（あわ神あわ姫バス）から徒歩3分